# مینا بازار
مینا بازار (اردو: مینا بازار هندی: मीना बाज़ार، بنگالی: মীনা বাজার) نوعی بازار ویژه برای فروش اقلام و جمع‌آوری پول برای امور خیریه و سازمان‌های غیرانتفاعی است. همچنین اشاره به تعدادی از مراکز خرید و فروشگاه‌های خرده فروشی امروزی نیز دارد.

## در دوران گورکانی
در دوران گورکانیان مینا بازار با نام خوش روز ("روز شادی") هم شناخته می‌شد که منحصراً برای زنان برگزار می‌شد در حالی که امپراتور و چند تن از شاهزادگان تنها مردان حاضر بودند.
بازار به مدت ۵ تا ۸ روز در طول نوروز جشن گرفته می‌شد. همایون برای اولین بار  این بازارها را سازماندهی کرد اما اکبر و جانشینان او آن را گسترش دادند. بازار رو به عموم بسته بود، در حالی که زنان حرم‌سرا، زنان راجپوت، همسران و دختران نجیب‌زادگان دربار هر یک در غرفه‌های خود پارچه، جواهرات، صنایع دستی و غیره می‌فروختند. تنها امپراتور، شاهزادگان و برخی از اشراف اجازه ورود به این بازار برای خرید کالا را داشتند که معمولاً با قیمت‌های بالا به فروش می‌رسیدند. درآمد حاصل برای امور خیریه صرف می‌شد.

## دیگر
در هند، مینا بازار، اشاره، به بازار معروف باغ قیصر در شهر لکنو در اوده دارد. این بازار مورد استفاده زنان ساکن در باغ قیصر بود.